# Лозето (Бари)
Лозето (итал. Loseto) је насеље у Италији у округу Бари, региону Апулија.
Према процени из 2011. у насељу је живело 4279 становника. Насеље се налази на надморској висини од 92 м.